# 浜田寅彦
浜田 寅彦（はまだ とらひこ、1919年9月18日 - 2009年10月15日）は、日本の俳優。本名は同じ。
高知県安芸郡奈半利町出身。早稲田大学文学部卒業。劇団俳優座に所属していた。

## 来歴
1937年、早稲田大学文学部国文学科に進み、在学中に演劇の道を志す。移動劇団・瑞穂劇団の研究生を経て、兵役後の1946年に劇団俳優座に入る。『桜の園』や『三人姉妹』などの舞台に立った。
1947年『女優須磨子の恋』で映画デビューして以降、映画で端役・助演問わず多くの作品に出演し、1956年公開の映画『壁あつき部屋』では主演を務めた。またテレビ放送が開始された1953年当時からテレビドラマに出演しており、特に刑事ドラマや時代劇における悪役として、悪徳商人やヤクザの親分、庄屋の役などを演じたが、1980年代以降は善人役・老人役を演じることが多くなった。その後舞台では『足摺岬』『十二人の怒れる男たち』などに出演した。2004年紀伊國屋演劇賞を受賞。晩年は俳優座劇場取締役を務めた。また2000年から劇団俳優座代表を務めた。
2009年10月15日、心筋梗塞のため死去。90歳没。

## 出演作品

### 舞台
- 消えたバークシャ（1946年）
- 馬（1948年）
- 火山灰地（1948年）
- ウィンザーの陽気な女房たち（1952年）
- チョコレート（1952年）
- 女村長アンナ（1955年）
- どれい狩り（1955年） - 閣下
- 怪しき村の旅人（1957年）
- 火の山（1957年）
- 幽霊はここにいる（1958年） - 竹村
- 十二夜（1959年）
- 関漢卿（1959年） - 阿合馬
- シャイョの狂女（1961年）
- 一度に二人の主人を持つと（1962年）

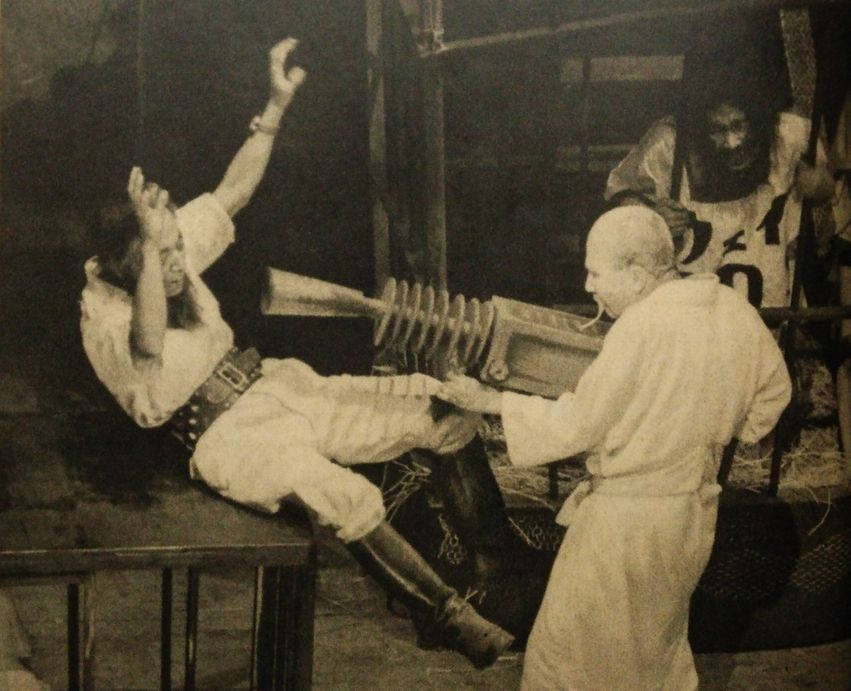
1955年劇団俳優座公演　安部公房原作『どれい狩り』にて、「閣下」を演じる浜田（右側手前）。

- ハムレット（1964年） - クローディアス
- ファウスト（1965年） - 老農夫、大臣
- 肝っ玉おっ母とその子供たち（1967年）
- 遠雷（1985年）
- 去年の夏、チェリームスクで（1988年）
- 有福詩人（1989年）
- 海の詩人（1990年）
- さりとはつらいね（1991年）
- 閔公風土記（1994年）
- 南回帰線にジャポネースの歌は弾ね（1995年）
- ミラノの奇跡（1995年）
- 桜の園（1996年）
- かもめ（1999年）
- しまいこんでいた歌（2003年）
- 足摺岬（2004年）

### 映画
- 女優須磨子の恋（1947年、松竹） - 相馬御風
- わが恋は燃えぬ（1949年、松竹） - 製糸工場監督
- 悲劇の将軍 山下奉文（1953年、東映） - 歩哨
- 勲章（1954年、俳優座）
- 浮草日記（1955年、山本プロ） - 沢田
- 女の一生（1955年、松竹） - 刑事
- 続宮本武蔵 一乗寺の決斗（1955年、東宝） - 御池十郎左衛門
- 壁あつき部屋（1956年、松竹） - BC級戦犯山下
- 森は生きている（1956年、独立映画） - 十二月
- 二等兵物語 死んだら神様の巻（1958年、松竹） - 二等兵金山
- つづり方兄妹（1958年、東京映画） - 村木先生
- 今は名もない男だが（1958年、東映） - 原
- 第五福竜丸（1959年、大映） - 熊谷博士
- 人間の條件 第1・2部（1959年、松竹） - 金田
- 無法街の野郎ども（1959年、東映）
- 警視庁物語シリーズ（東映）
  - 警視庁物語 顔のない女（1959年）- ストリップ劇場演出家
  - 警視庁物語 一〇八号車（1959年） - 若い夫
  - 警視庁物語 全国縦断捜査（1963年） - 赤間刑事
  - 警視庁物語 自供（1964年） - 坂井源三郎
- 青年の樹（1960年、日活） - 繁岡助教授
- 武器なき斗い（1960年、大東映画） - 柳
- 笛吹川（1960年、松竹） - 武田聖道
- アラブの嵐（1961年、日活） - 山本
- 松川事件（1961年、松川事件劇映画製作委員会）- 弁護人
- 永遠の人（1961年、松竹） - 越沼
- 男と男の生きる街（1962年、日活） - 並木
- 二人で歩いた幾春秋（1962年、松竹） - 寺下
- 箱根山 (1962年、東宝)
- 危いことなら銭になる（1962年、日活） - 土方
- 金門島にかける橋（1962年、日活） - 主任教授
- 白と黒（1963年、東宝） - 石川公一
- 怪談（1965年、東宝） - 船頭
- 証人の椅子（1965年、大映） - 今井弁護士
- 青春とはなんだ（1965年、日活） - 高松の父
- スパイ（1965年、大映） - 社会部部長
- 新・事件記者 殺意の丘（1966年、東京映画） - 人事課員
- 愛欲（1966年、東映） - 椎名
- 一万三千人の容疑者（1966年、東映） - 武中捜査一課長
- 栄光への挑戦（1966年、日活） - 野沢竜
- 千曲川絶唱（1967年、東京映画） - 療養所長
- 宇宙大怪獣ギララ（1967年、松竹） - 木村
- 日本のいちばん長い日（1967年、東宝） - 三井侍従
- 血斗（1967年、日活） - 小田島老人
- 強虫女と弱虫男（1968年、松竹） - 熊谷
- 復讐の歌が聞える (1968年)
- 裸の十九才（1970年、東宝） - 中年の男
- 影の車（1970年、松竹）
- トラ・トラ・トラ!（1970年、20世紀フォックス） - 宇垣纏
- やくざ刑事 恐怖の毒ガス（1971年、東映） - 西博士
- 野良猫ロック 暴走集団'71（1971年、日活） - 成島
- 必殺仕掛人（1973年、松竹） - 徳次郎
- 化石の森（1973年、東宝） - 宮地教授
- 人間革命シリーズ（東宝） - 藤崎陽一
  - 人間革命（1973年）
  - 続・人間革命（1976年）
- 華麗なる一族（1974年、東宝） - 大亀
- 仁義の墓場（1975年、東映） - 警察署長
- 暴力金脈（1975年、東映） - 平岩頭取
- 竹山ひとり旅（1977年、近代映画協会）
- 八つ墓村（1977年、松竹） - 吉岡太一郎
- 日本の首領 野望篇（1977年、東映） - 後藤通産大臣
- 多羅尾伴内（1978年、東映） - 木田幹事長
- 事件（1978年、松竹） - 房次
- 皇帝のいない八月（1978年、松竹） - 曽根大蔵大臣
- 水戸黄門（1978年、東映） - 用人
- 復讐するは我にあり（1979年、松竹） - 吉野警視
- 二百三高地（1980年、東映） - 大迫尚敏
- 地震列島（1980年、東宝） - 志村教授[5]
- 遥かなる走路（1980年、松竹） - 野末弥七
- 連合艦隊（1981年、東宝） - 町内会長
- 日本の熱い日々 謀殺・下山事件（1981年、松竹） - 館野教授
- ええじゃないか（1981年、松竹） - 庄屋
- 海峡（1982年、東宝） - 国鉄理事
- 鬼龍院花子の生涯（1982年、東映） - 加藤医師
- 日本海大海戦 海ゆかば（1983年、東映） - 伊藤祐亨
- 陽暉楼（1983年、東映） - 高知病院の医者
- この子を残して（1983年、松竹） - 青木信太郎
- 食卓のない家（1985年、松竹） - 看守
- 夜汽車（1987年、東映）
- 風の子どものように（1992年、グループ風土舎）
- アカシアの町（2000年、劇団俳優座）
- 狗神（2001年、東宝）

### テレビドラマ
- 東芝日曜劇場（TBS）
  - 第5話「鶯」（1956年）
  - 第103話「マンモスタワー」（1958年）
  - 第718話「釣忍」（1970年）
  - 第781話「初恋」（1971年）
- 私だけが知っている（NHK）
  - 降誕祭事件 風小僧登場（1957年） - 支配人
  - 光堂事件（1958年） - 光堂主人
  - 時限爆弾（1958年）
  - 階段（1959年）
  - アリバイ（1959年）
  - 観山荘事件（1960年）
- 山一名作劇場 / 赤西蠣太（1958年、NTV）
- テレビ劇場（1958年、NHK）
  - 三面記事の女
  - 肖像
  - たたかれ浪人
- 俳優座アワー / 忠直卿行状記（1958年、NTV）
- 雑草の歌（NTV）
  - 第9話「受胎調節を説く和尚」（1958年）
  - 第97話「ゴミの中の顔」（1960年）
  - 第102話「医者がえし」（1960年）
  - 第109話「春の渚」（1960年）
  - 第111話「コタンのとみしび」（1960年）
  - 第112話「みどりの風」（1960年）
  - 第120話「茜色の貯炭場」（1960年）
  - 第140話「小島のバク」（1960年）
  - 第141話「八丈てんぐ」（1960年）
  - 第150話「とみしびの街」（1961年）
- お好み日曜座 / 花咲く港（1958年、NHK）
- ドキュメンタリードラマ・裁判（KR）
  - 血液の証言（1958年）
  - 謎の32口径拳銃（1959年）
  - いのちの償い（1959年）
- 好太郎アワー / 入札（1959年、NET）
- ここに人あり（NHK）
  - 第84話「小さな灯」（1959年）
  - 第162話「陽だまり」（1960年）
- 東京0時刻 / 襲われた手術室（1959年、KR）
- 東芝土曜劇場（CX）
  - 第20話「投影」（1959年）
  - 第166話「復讐計画完了」（1961年） - 早坂
- NECサンデー劇場（NET）
  - 紫陽花（1959年）
  - 奉教人の死（1961年）
- 日立劇場（1959年、KR）
  - 第2話「蝶の夢」
  - 第11話「空気のなくなる日」
- 指名手配（NET）
  - 第8話「猟銃殺人事件」（1959年）
  - 第62話 - 第66話「死体なき殺人」（1961年）
- ゴールデン劇場（1959年、NTV）
  - 太陽と牛の唄
  - 三太はもう来ない
- カメラマン物語（1960年、KR）
  - 第7話「くらやみの栄光」
  - 第11話「部長、出張中」
  - 第13話「花咲く季節」
- 慎太郎ミステリー・暗闇の声（1960年、KR）
  - 当り屋
  - ボッコちゃんと彼
  - ある微笑
- 戦争（1960年、CX）
  - 第5話「島」
  - 第19話「夏」
- 軍歌 第4話「首途の夜」（1960年、KTV）
- 廻れ人生 第30話「杉木立」（1960年、NTV）
- ダイヤル110番（NTV）
  - 第156話「けしの花」（1960年）
  - 第217話「死体なき殺人」（1961年）
  - 第307話「大人たち」（1963年）
- 源氏鶏太シリーズ / 口紅と泥棒（1960年、TBS）
- サンヨーテレビ劇場（1961年、TBS）
  - 妻の経験
  - 妻よしあわせの花を
- テレビ指定席 / 七人の紳士（1961年、NHK）
- 近鉄金曜劇場（TBS）
  - あらくれ（1961年）
  - 宗方姉妹（1961年）
  - 鏡の中の真実（1962年）
  - 徴税日誌（1965年）
  - 心の歌（1966年）
- 夫婦百景（NTV）
  - 第181話「女房三代」（1961年）
  - 第227話「子さがし女房」（1962年）
  - 第255話「受賞夫婦」（1963年）
  - 第290話「千羽つる」（1963年）
  - 第305話「坊ちゃんが来た」（1964年）
- プリンススリラー劇場 / 笑う男（1961年、CX）
- 風の視線（1962年、NET）
- 松本清張シリーズ・黒の組曲（1962年、NHK）
  - 第15話「詩人と電話」 - 石川
  - 第32話「真贋の森」 - 彩古堂
- 純愛シリーズ 第63話「ガラスの城」（1962年、TBS）
- ミステリーベスト21 / カードは一度戻ってくる（1962年、NET）
- お気に召すまま 第1話「あなたがもう一人」（1962年、NET）
- 創作劇場 / 予告された椅子（1962年、NHK）
- ポーラ名作劇場 第6話「女の砦」（1963年、NET） - 村上惣吉
- 判決（NET）
  - 第45話「明日への済度」（1963年） - 安村
  - 第178話「ああ庶民の大学よ」（1966年）
  - 第192話「いつかその日が」（1966年）
- おかあさん 第211話「お母さんになる稽古」（1963年、TBS）
- 風雪（NHK）
  - 紳士の御旗（1964年） - 社長・元巡査
  - 20世紀開幕（1965年） - 中上川彦次郎
- NHK劇場（NHK）
  - 視界無限（1964年）
  - 鉛筆の家（1966年）
- 大河ドラマ（NHK）
  - 太閤記（1965年） - 佐々成政
  - 新・平家物語（1972年） - 平忠正
  - 元禄太平記（1975年） - 奥田孫太夫
  - 黄金の日日（1978年） - 中村春続
  - 峠の群像（1982年） - 長瀬助之進
  - 山河燃ゆ（1984年） - 大山大隊長
- 木下恵介アワー（TBS）
  - 喜びも悲しみも幾歳月（1965年） - 飯塚台長（御前崎灯台）
  - 記念樹（1966年） - 文子の父親
  - 今年の恋（1967年） - 杉本先生
  - 兄弟（1969年） - 栗山京子の父親
- ザ・ガードマン（TBS / 大映テレビ室）
  - 第2話「黒い微笑」（1965年） - 石山
  - 第138話「犯罪を予告する女」（1967年）
- ウルトラQ 第15話「カネゴンの繭」（1966年、TBS / 円谷プロ） - 金男の父
- 事件記者 第267話「黒い春」（1966年、NHK）
- 家庭劇場 第39話「ぼくの独立」（1966年、NHK）
- わが心のかもめ（1966年、NHK） - 東力衛
- シオノギテレビ劇場（CX）
  - 霧の音（1966年）
  - 花咲く港（1967年）
- 泣いてたまるか（TBS）
  - 第17話「僕も逃亡者」（1966年）
  - 第52話「先生勇気を出す」（1967年）
  - 第55話「兄と妹」（1967年）
- 部長刑事 第442話「三つのナンバー」（1967年、ABC）
- 七人の刑事 第300話、第301話「冷たい粉の追跡」（1967年、TBS）
- 剣（NTV）
  - 第34話「瓦版ねずみ小僧」（1967年）
  - 第38話「喧嘩安兵衛」（1968年） - 菅野六郎左衛門
- 銭形平次 （CX / 東映）
  - 第78話「卍鍵」（1967年） - 越後屋仙右ヱ門
  - 第651話「狙われた密会」（1978年） - 渡海屋
  - 第659話「さらわれた同心」（1979年） - 時津屋
  - 第750話「再会」（1981年） - 秋田屋
  - 第847話「地獄からの使者」（1983年） - 増田屋
- お庭番（NTV / C.A.L）
  - 第5話 - 第8話「隠密野郎」（1968年）
  - 第17話 - 第20話「みな殺しの唄」（1968年） - 中根正盛
  - 第31話 - 第32話「危機一髪」（1968年）
- 孤独のメス（1969年、TBS / 国際放映）
- 無用ノ介 第11話「月にうそぶく無用ノ介」（1969年、NTV / 国際放映） - 青木主馬
- 用心棒シリーズ 俺は用心棒 第23話「亡き父の怒り」（1969年、NET / 東映） - 三村
- 鬼平犯科帳（八代目松本幸四郎版）（NET / 東宝）
  - 第1シリーズ 第9話「唖の十蔵」（1969年） - 掛川の太平
  - 第2シリーズ 第8話、第9話「兇剣（前編、後編）」（1971年） - 出雲屋丹兵衛
- 張込み（1970年、NTV） - 下岡
- プレイガール 第57話「死んでも裸ははなさない」（1970年、12ch / 東映）
- 江戸川乱歩シリーズ 明智小五郎 第13話「一寸法師」（1970年、12ch / 東映）
- ゴールドアイ 第16話「破壊工作員」（1970年、NTV / 東映） - 三浦
- 火曜日の女シリーズ / クラスメート -高校生ブルース-（1971年、NTV）
- 清水次郎長 第18話「罠をしかけた女」（1971年、CX / 東映 / タケワキプロ） - 駿河屋吾平
- 天皇の世紀 第一部 第2話「野火」（1971年、ABC） - 黒川嘉兵衛
- 水戸黄門（TBS / C.A.L）
  - 第2部（1971年）
    - 第19話「浪人街の決闘 -諏訪-」 - 信濃屋
    - 第30話「隠密兄妹 -佐賀-」 - 七兵衛

  - 第4部（1973年）
    - 第11話「地獄に落ちた悪い奴 -庄内-」 - 牧野平左衛門
    - 第23話「泥棒にされた黄門さま -庄内-」 - 仁左衛門

  - 第5部 第10話「恋にかける天の橋立 -宮津-」（1974年6月3日） - 若狭屋庄右衛門
  - 第6部（1975年）
    - 第7話「姫だるまに似た女 -大分-」 - 角屋茂兵衛
    - 第24話「うなぎ屋の助太刀 -浜松-」 - 嘉兵衛

  - 第7部（1976年）
    - 第17話「黄門さまの駒裁き -天童-」 - 角兵衛
    - 第26話「馬にひかれて善光寺 -長野-」 - 利兵衛

  - 第8部（1977年）
    - 第13話「芝居になった漫遊記 -伊勢-」 - 湊屋四郎兵衛
    - 第23話「黄門さまは時の氏神 -大洲-」 - 六右衛門

  - 第9部 第16話「百万石の味自慢 -金沢-」（1978年11月20日） - 森下屋八左衛門
  - 第10部 第11話「黄門様は呼びこみ日本一!! -四日市-」（1979年10月22日） - 伊勢屋清兵衛
  - 第11部
    - 第16話「大当り黄門様の大芝居 -新発田-」（1980年12月1日）- 吉兵衛
    - 第24話「弥七に似てた三度笠 -館山-」（1981年1月26日） - 三崎屋吾平

  - 第12部
    - 第4話「兄と呼ばれた格之進 -諏訪-」（1981年9月21日） - 新兵衛
    - 第18話「天下一品喧嘩そうめん -龍野-」（1981年12月28日） - 亀屋彦太郎
    - 第27話「瞼の母娘にめぐる春 -江戸・水戸-」（1982年3月1日） - 森善太夫

  - 第13部 第20話「女桃太郎の鬼退治 -博多-」（1983年2月28日） - 嘉兵衛
  - 第14部（1984年）
    - 第14話「鬼と呼ばれた黄門様 -本庄-」 - 庄屋
    - 第19話「悪を懲らした喧嘩友達 -会津-」 - 大島与太夫
    - 第37話「野望を断った天下の名刀 -高松-」 - 松五郎

  - 第15部 第1話「謎の美剣士隠密旅 -高松-」（1985年1月28日）- 笠井孫兵ヱ
  - 第16部（1986年）
    - 第11話「浪速男のド根性 -大坂-」 - えびすや嘉右衛門
    - 第22話「欲望渦巻く悪鬼の砦 -糸魚川-」 - 竹田屋

  - 第17部 第20話「颯爽! 謎の黒頭巾 -広島-」（1988年1月11日） - 沖田山城
  - 第18部
    - 第3話「黄門様が用心棒 -粕壁-」（1988年9月26日） - 彦兵衛
    - 第24話「黄門様は行方不明 -水口-」（1989年2月27日） - 仁右衛門

  - 第19部 第24話「縁結び頑固比べ -善光寺-」（1990年3月12日） - 清兵衛
  - 第20部（1991年）
    - 第10話「悪を裁いた仇討ち芝居 -姫路-」 - 吾平
    - 第35話「偽者亭主の親孝行 -松本-」 - 鹿島屋

  - 第21部 第18話「悪を蹴散らす神楽面 -備中松山-」（1992年8月3日）- 善作
  - 第22部 第27話「女たちの復讐 -大聖寺-」（1993年11月15日） - 茂平
  - 水戸黄門外伝 かげろう忍法帖 第6話「百花繚乱夢芝居」（1995年6月26日） - 東西屋
  - 第24部
    - 第15話「仇を探す飴売り娘 -熊本-」（1995年12月25日） - 多十
    - 第36話「嫁を認めた天明茶釜 -佐野-」（1996年6月3日） - 次郎兵衛
- 木枯し紋次郎（CX / C.A.L）
  - 第1部 第15話「背を陽に向けた房州路」（1972年） - 庄左衛門
  - 第2部 第11話「駈入寺に道は果てた」（1973年） - 中小坂の源兵衛
- 必殺シリーズ（ABC / 松竹）
  - 必殺仕掛人
    - 第1話「仕掛けて仕損じなし」（1972年） - 伊勢屋勝五郎
    - 第33話「仕掛人掟に挑戦!」（1973年） - 仕掛人元締・治三郎

  - 必殺仕置人 第21話「生木をさかれ生地獄」（1973年） - 備中屋久兵衛
  - 助け人走る 第13話「生活大破滅」（1974年） - 和泉屋平造
  - 暗闇仕留人（1974年）
    - 第1話「集まりて候」 - 近江屋
    - 第11話「惚れて候」 - 伝造

  - 必殺必中仕事屋稼業 第11話「表を裏で勝負」（1975年） - 伏見屋藤兵衛
  - 必殺仕置屋稼業 第17話「一筆啓上裏芸が見えた」（1975年） - 羽左衛門
  - 必殺仕業人 第19話「あんたこの奥の手をどう思う」（1976年） - 喜兵衛
  - 新・必殺仕置人 第29話「良縁無用」（1977年） - 唐津屋半兵ヱ
  - 新 必殺からくり人 第12話「東海道五十三次殺し旅 大津」（1977年） - 宗右衛門
  - 翔べ! 必殺うらごろし 第19話「童が近づくと殺人者が判る」（1979年） - 代官・大野
  - 必殺仕事人 第40話「昇り技字凧落し業」（1980年） - 池田屋太作
- 鉄平と順子（1972年　NTV / 国際放映） - 林順子の父
- 泣くな青春 第6話「愛の谷間」（1972年、CX / 東宝） - 島三郎の父
- 大岡越前（TBS / C.A.L）
  - 第3部 第30話「享保太平記・前篇」（1973年1月8日） - 勝田修理
  - 第4部
    - 第3話「男やもめに花が咲く」（1974年10月21日） - 伊勢屋京左衛門
    - 第21話「情は人のためならず」（1975年2月24日） - 徳三

  - 第5部 第4話「恐怖！雨の夜の辻斬り」（1978年2月27日） - 森三左衛門
  - 第6部（1982年）
    - 第11話「江戸っ子駕籠」 - 伊兵衛
    - 第27話「殺生禁断!鯉の罠」 - 徳兵衛

  - 第7部（1983年）
    - 第5話「夢で拾った五十両」 - 幸兵衛
    - 第15話「怨念秘めた唐人剣」 - 光太夫

  - 第8部 第12話「情は人の為ならず」（1984年10月8日） - 上総屋次兵衛
  - 第9部 第26話「吉宗暗殺仇討ちの陰謀」（1986年4月21日） - 有馬兵庫
  - 第10部 第10話「親不孝息子の敵討ち」（1988年7月11日） - 吉田屋伊左衛門
  - 第11部 第20話「見合いの相手は殺人鬼」（1990年9月3日） - 田島屋
  - 第13部 第24話「伊織を狙う狐面の女」（1993年4月26日） - 吾作
- 地獄の辰捕物控 第16話「十手者が闇に追われた」（1973年、NET / 東映）
- 大江戸捜査網（12ch→TX / 三船プロ）
  - 第111話「能面の陰で泣く女」（1973年） - 田宮玄蕃
  - 第165話「かわら版武士道」（1974年） - 天海
  - 第213話「火花散る隠密七変化」（1975年） - 加納屋
  - 第308話「鉄火芸者 涙の勇み肌」（1977年） - 巴屋喜兵衛
  - 第332話「無法を裁く怒りの群衆」（1978年） - 丸庄
  - 第411話「牢獄に秘めた父娘の真実」（1979年） - 越後屋
  - 第427話「花嫁絶唱 地獄の情け船」（1980年） - 生駒屋
  - 第490話「涙の仇討赦免状」（1981年） - 井筒屋
- 科学捜査官 （KTV / 松竹）
  - 第1話「復顔ナンバー1」（1973年） - 小野川茂
  - 第23話「残酷な三月の朝に」（1974年） - 中川教授
- 荒野の用心棒 第33話「反逆の牙は暁を裂いて…」（1973年、NET / 三船プロ） - 瀬川形部
- 江戸を斬る 梓右近隠密帳 第13話「巷談・八百屋お七」（1973年、TBS / C.A.L） - 市左衛門
- ザ・ボディガード 第1話「夕焼けの暗殺者」（1974年、NET / 東映）
- 太陽にほえろ!（NTV / 東宝）
  - 第87話「島刑事・その恋人の死」（1974年） - 水沢勇吉
  - 第160話「証言」（1975年） - 二宮公平
  - 第265話「ゴリ、爆発!」（1977年） - 田川政二郎
  - 第305話「勲章」（1978年） - 松坂会長（町内会）
  - 第593話「ジプシー再び」（1984年） - 一条忠臣（代議士）
- 唖侍鬼一法眼 第15話「消えた賞金稼ぎ」（1974年、NTV / 勝プロ） - 松平直虎
- 子連れ狼（NTV / ユニオン映画）
  - 第2部 第8話「石蕗の花」（1974年） - 松波民部
  - 第3部 第2話「お乳母日傘」（1976年） - 石黒将監
- 傷だらけの天使 第10話「金庫破りに赤いバラを」（1974年、NTV / 東宝） - 奈雲社長
- バーディー大作戦 第32話「メスがオスを殺す瞬間」（1974年、TBS / 東映） - 白河寿太郎
- ご存じ金さん捕物帳 第20話「北町奉行所を砲撃せよ」（1975年、NET / 東映） - 松岳
- 座頭市物語 第13話「潮風に舞った千両くじ」（1975年、CX） - 悪代官佐上
- おんな浮世絵 紅之介参る! 第24話「処刑四半刻前」（1975年、NTV / ユニオン映画）
- 破れ傘刀舟悪人狩り（NET / 三船プロ）
  - 第20話「天保御鷹秘録」（1975年） - 宗兵衛
  - 第72話「闇に咲いた渡世花」（1976年） - 道中奉行・柿沢弾正
  - 第86話「浦賀の花嫁」（1976年） - 木曾屋徳兵衛
  - 第105話「闇の中に鈴が鳴る」（1976年） - 塩問屋・淺磨屋徳兵衛
  - 第115話「十八年目の女」（1976年） - 蝦夷松前藩御用達荷受問屋・北海屋利蔵
  - 第130話「地獄の王将」（1977年） - 出羽天童藩江戸家老・本多采女
- 非情のライセンス 第2シリーズ（NET / 東映）
  - 第40話「兇悪の棺桶」（1975年） - 山寺金次郎
  - 第77話「兇悪の終着駅」（1976年） - 丹菊英二郎
  - 第90話「兇悪の偽装工作」（1976年） - 大貫泰造
- ザ★ゴリラ7 第2話「札束は殺しのラブレター」（1975年、NET / 東映） - 山吹金次郎
- 影同心 第20話「新妻ひとり寝殺し節」（1975年、MBS / 東映） - 吉辺久太夫
- 剣と風と子守唄 第22話「鬼が惚れた鬼」（1975年、NTV / 三船プロ） - 徳右衛門
- 痛快!河内山宗俊 第18話「雪に舞う女の絵草紙」（1976年、CX / 勝プロ） - 赤雲堂
- 遠山の金さん 第1シリーズ（1976年、NET / 東映）※杉良太郎版
  - 第15話「哭くな南蛮鳥!!」 - 留吉
  - 第58話「陰謀の凶弾」 - 廻船問屋 長崎屋徳右衛門
- 大非常線 第9話「非常線強行突破」（1976年、NET / 東映）
- いごこち満点（1976年、TBS）
- 隠し目付参上 第4話「念には念を入れすぎたか」（1976年、MBS / 三船プロ） - 三浦屋新兵衛
- Gメン'75（TBS / 東映）
  - 第81話「灰色高官殺人事件」（1976年） - 吉本(演:小林稔侍)の父
  - 第96話「停年強盗」（1977年） - 藤森
  - 第198話「パレットナイフの殺人」（1979年） - 沢村
- 人魚亭異聞 無法街の素浪人 第13話「夜霧の片道切符」（1976年、NET / 三船プロ） - 仁村屋吉兵衛
- いろはの"い" 第8話「挑戦」（1976年、NTV / 東宝） - 津森千造（銀竜連合会会長）
- 赤い衝撃 第7話「母の離婚」（1976年、TBS / 大映テレビ）
- 夜明けの刑事 第78話「現代・四谷怪談」（1976年、TBS / 大映テレビ） - 工藤（画家）
- 新幹線公安官 第1シリーズ 第6話「逃亡・二十四時間の謎」（1977年、ANB / 東映） - 神谷
- 新・木枯し紋次郎 第12話「朝霧に消えた女」（1977年、12ch / C.A.L） - 信濃屋十蔵
- ゴールデンドラマシリーズ / 砂の器（1977年、CX / 俳優座映画放送） - 旅館の亭主
- 白い巨塔（1978年 - 1979年、CX） - 浪速医師会幹部
- 日本の戦後 第2話「サンルームの二時間」（1978年、NHK） - 宮沢俊義
- 吉宗評判記 暴れん坊将軍（ANB / 東映）
  - 第33話「天下御免の大名じるこ」（1978年）- 安田民部
  - 第69話「名刀 誇りあり」（1979年）- 高畑兵部
  - 第84話「おさいが翔んだ!」（1979年）- 武蔵屋庄兵衛
  - 第185話「花嫁衣裳の甘い罠」（1981年）- 木曽屋
- 特捜最前線（ANB / 東映）
  - 第66話「判決・毒薬を盛った女!」、第67話「判決II・自白を翻した女!」（1978年）
  - 第121話「マニキュアをした弁護士!」（1979年）
- 大空港（CX / 松竹）
  - 第9話「大爆破!! 暁の緊急指令」（1978年） - 竹田専務
  - 第29話「戦慄! 空港VIP室占拠事件」（1979年） - 江川俊太郎（国会議員）
  - 第39話「ウルトラスーパーデカ 神坂紀子の華麗なる追跡!」（1979年） - 森山
  - 第75話「失われた戦場 さらば友よ!」（1980年） - 佐伯力一郎
- 風鈴捕物帳 第11話「浮世絵殺人事件」（1979年、ANB / 東映）
- 不毛地帯（1979年、MBS） - 金子部長
- 江戸の激斗 第7話「激流に消えた男」（1979年、CX / 東宝） - 大坂屋茂十郎
- 鉄道公安官 第15話「新幹線・謎の脅迫事件」（1979年、ANB / 東映） - 桜華学園校長
- 走れ!熱血刑事 第9話「秀才ブルース」（1980年、ANB / 勝プロ） - 板倉
- 土曜ワイド劇場（ANB）
  - 帝銀事件 大量殺人・獄中三十二年の死刑囚（1980年、松竹） - 山村刑事部長
  - スキーバスを追え! 36人の乗客（1980年）
  - 松本清張の風の息（1982年、松竹）
  - 幽霊シリーズ 第7作「迷探偵コンビの危険旅行 幽霊結婚」（1982年）
- 噂の刑事トミーとマツ 第1シリーズ（1980年、TBS / 大映テレビ）
  - 第23話「男ならトミコぬきで勝負しろ」 - 青木
  - 第38話「久美子! 恋の三角レースだよン」 - 倉持
  - 第50話「トミマツもん絶! 花嫁が消えた」 - 栗林建設社長
- 新五捕物帳 第127話「本所なみだ橋」（1980年、NTV / ユニオン映画） - 倉島兵部
- 御宿かわせみ 第12話「師走の客」（1980年、NHK）
- 時代劇スペシャル（CX）
  - 着ながし奉行（1981年、俳優座映画放送 / 映像京都） - 内島舎人
  - 松本清張のかげろう絵図（1983年、東映） - 徳川家斉
  - 松本清張の西海道談綺（1983年、TNC / 国際放映） - 服部源左衛門
- 江戸の用心棒 第17話「妻の脅迫者」（1981年、CX / 東宝 / 映像京都） - 佐久間
- ザ・ハングマンシリーズ（ABC / 松竹芸能）
  - ザ・ハングマン 第47話「生か死か!? ドラゴン危うし」（1981年） - 小津副社長（大星商事）
  - ザ・ハングマンV 第23話「人妻パピヨンが拳銃屋をラブハントする!」（1986年） - 今泉三郎
- 文吾捕物帳 第19話「犯された女の復讐」（1982年、ANB / 三船プロ）
- 同心暁蘭之介 第20話「地獄の沙汰」（1982年、CX / 杉友プロ）
- 土曜ドラマ / 松本清張シリーズ・波の塔（1983年、NHK）
- 月曜ワイド劇場 / ザ・スキャンダル 女子大生と老教授 謎の四日間（1983年、ANB）
- 大奥 第8話「偽れる唇」（1983年、KTV） - 青山幸成
- 火曜サスペンス劇場 (NTV)
  - 霖雨の時計台 (1983年、 大映映像） - 権藤清三郎
  - 朝比奈周平ミステリー 第1作「出雲路殺人事件」（1991年、近代映画） - 村越部長
- ニュードキュメンタリードラマ昭和 松本清張事件にせまる 第16話「ゾルゲ国際諜報団事件」（1984年、ANB / 東映）
- 遠山の金さん 第1シリーズ 第98話「人呼んで"桜吹雪の女"II」（1984年、ANB/東映）- 文造  ※高橋英樹版
- 暴れ九庵 第18話「野望」（1985年、KTV / 東宝） - 猿田屋
- 鬼平犯科帳 第1シリーズ 第21話「敵（かたき）」（1990年、CX / 松竹） - 舟形の宗平
- 八百八町夢日記 第2シリーズ 第2話「私が惚れた男」、第6話「神様が憎い!」（1991年、NTV / ユニオン映画） - 甚左
- 月曜ドラマスペシャル / 冤罪シリーズ 第2作（2000年、TBS / 劇団俳優座） - 遠藤清吉

### ラジオドラマ
- 闖入者（1955年、朝日放送ラジオ） - 巡査

### バラエティ
- タケちゃんの思わず休んでしまいました（1987年、フジテレビ） - 親分